# لامار ميلر
لامار ميلر (بالإنجليزية: Lamar Miller)‏ هو لاعب كرة قدم أمريكية أمريكي، ولد في 25 أبريل 1991 في ميامي في الولايات المتحدة.

## وصلات خارجية
- لامار ميلر على موقع مرجع كرة القدم المحترفة.كوم (الإنجليزية)